# Keisuke Osako
Keisuke Osako (en japonés: 大迫 敬介; Kagoshima, 28 de julio de 1999) es un futbolista japonés que juega en la demarcación de portero para el Sanfrecce Hiroshima de la J1 League.

## Selección nacional
Tras jugar con la selección de fútbol sub-18 de Japón, la sub-19 y la sub-21, finalmente hizo su debut con la selección absoluta el 17 de junio de 2019 en un partido de la Copa América 2019 contra Chile que finalizó con un resultado de 0-4 a favor del combinado chileno tras los goles de Erick Pulgar, Alexis Sánchez y un doblete de Eduardo Vargas.

### Participaciones en Copa América
| Torneo            | Sede   | Resultado      | Partidos | GR |
| ----------------- | ------ | -------------- | -------- | -- |
| Copa América 2019 | Brasil | Fase de grupos | 1        | 4  |

## Clubes
| Club                | País  | Año   | Partidos | Goles |
| ------------------- | ----- | ----- | -------- | ----- |
| Sanfrecce Hiroshima | Japón | 2018- | 230      | 0     |

## Palmarés

### Títulos nacionales
| Título             | Club                | País  | Año  |
| ------------------ | ------------------- | ----- | ---- |
| Copa J. League     | Sanfrecce Hiroshima | Japón | 2022 |
| Supercopa de Japón | Sanfrecce Hiroshima | Japón | 2025 |

### Títulos internacionales
| Título                                | Club (*)           | País          | Año  |
| ------------------------------------- | ------------------ | ------------- | ---- |
| Campeonato de Fútbol de Asia Oriental | Selección de Japón | Japón         | 2022 |
| Campeonato de Fútbol de Asia Oriental | Selección de Japón | Corea del Sur | 2025 |

(*) Incluyendo la selección.